# Daniel Raimondi
Guillermo Daniel Raimondi (n. 1959) es un diplomático de carrera argentino. Se desempeñó como Secretario de Relaciones Exteriores de la Nación y brevemente como representante ante la Organización de los Estados Americanos entre 2019 y 2020. El 28 de diciembre de 2023, el gobierno de Javier Milei, lo designó para ocupar el cargo de Embajador ante la OEA nuevamente. Aunque a mediados de abril de 2024 lo trasladaron a la embajada de Argentina en Brasil. 

## Biografía
Entre 1988 y 1994 cumplió funciones en la embajada argentina en Chile, y de 1994 a 2002, en la dirección general del Mercosur. Entre 2002 y 2006 fue director de Mercosur en el Ministerio de Relaciones Exteriores y Culto. En 2010 fue encargado de negocios de Argentina en Uruguay, y entre 2011 y 2012, encargado de negocios de la representación argentina ante el Mercosur y la Asociación Latinoamericana de Integración (ALADI) en Montevideo. Entre 2013 y 2015 fue director de Asuntos Regionales.
En abril de 2016 alcanzó el rango de embajador, siendo designado subsecretario de Integración Económica Americana y Mercosur del Ministerio de Relaciones Exteriores y Culto.
En junio de 2017 acompañó al ministro Jorge Faurie como Secretario de Relaciones Exteriores de la Nación (viceministro), ocupando el cargo hasta febrero de 2019.
Antes de finalizar su mandato presidencial, en octubre de 2019 Mauricio Macri lo designó representante permanente de Argentina ante la Organización de Estados Americanos (OEA), presentando sus cartas credenciales ante el secretario general Luis Almagro el 26 de noviembre de 2019. Solo ocupó el cargo por dos meses, ya que el 30 de enero de 2020, el presidente Alberto Fernández y el canciller Felipe Solá lo desplazaron del cargo. En su lugar fue designado Carlos Raimundi.
El 28 de diciembre de 2023, Javier Milei lo designó nuevamente para ser el representante de la República Argentina ante la Organización de los Estados Americanos.
Tras varios meses sin un representante en la embajada de Brasil luego de la vacante que había dejado Daniel Scioli, el gobierno designo a Raimondi para hacerse cargo de la sede diplomática en Brasilia. Consiguiendo el visto bueno del gobierno brasileño, su nombramiento quedó formalizado a través del Decreto 324/2024 el 17 de abril de 2024.